# Плехов, Роман Михайлович
Роман Михайлович Плехов (бел. Раман Міхайлавіч Плехаў; род. 10 сентября 1997, Минск) — белорусский футболист, полузащитник.

## Клубная карьера
Воспитанник минского РЦОР-БГУ. С 2014 года начал играть в основной команде «Энергетика-БГУ». В 2015 году выходил на замену, а в сезонах 2016 и 2017 зарекомендовал себя в основном составе команды. В 2018 году он обычно выходил на поле во втором тайме и помог команде получить место в Высшей лиге.
В августе 2019 года был отдан в аренду в «Сморгонь», где вскоре зарекомендовал себя в основном составе. В декабре 2019 года, вернувшись из аренды, приступил к тренировкам с дублем «Энергетика-БГУ». Не играл в первой половине сезона 2020 из-за травмы.
В августе 2020 года стал игроком клуба «Крумкачи», где играл до конца сезона. В декабре 2020 года покинул «Энергетик-БГУ».

## Карьера за сборную
В октябре 2013 года в составе юношеской сборной Беларуси (до 17 лет) принял участие в квалификационном раунде чемпионата Европы, где вышел на замену в одном матче.

## Статистика
| Сезон    | Дивизион | Клуб          | Страна        | Матчи | Голы |
| -------- | -------- | ------------- | ------------- | ----- | ---- |
| 2014     | Д2       | Звезда-БГУ    | Флаг Беларуси | 6     | 1    |
| 2015     | Д2       | Звезда-БГУ    | Флаг Беларуси | 21    | 3    |
| 2016     | Д2       | Звезда-БГУ    | Флаг Беларуси | 26    | 2    |
| 2017     | Д2       | Энергетик-БГУ | Флаг Беларуси | 28    | 1    |
| 2018     | Д2       | Энергетик-БГУ | Флаг Беларуси | 28    | 1    |
| 2019 (1) | Д1       | Энергетик-БГУ | Флаг Беларуси | 13    | 1    |
| 2019 (2) | Д2       | Сморгонь      | Флаг Беларуси | 12    | 0    |
| 2020 (2) | Д2       | Крумкачи      | Флаг Беларуси | 12    | 1    |